# Rắn lục Trường Sơn
Rắn lục Trường Sơn, tên khoa học Trimeresurus truongsonensis, còn gọi gọi là rắn lục Quảng Bình, là một loài rắn trong họ Rắn lục. Loài này được Orlov Ryabov, Thanh & H Cuc mô tả khoa học đầu tiên năm 2004.